# 二重否定 (言語学)
二重否定（にじゅうひてい、英語: double negative）とは、否定の意味を持つ語を二度使用する用法である。下述するように正反対の意味を持つ言語現象をあらわすのに用いられる。
肯定の意味で二重否定を用いる修辞技法は緩叙法と呼ばれる。本項では主に、単純否定を意味するのに二重否定を用いる用法、すなわち二つの否定語が対応してひとつの否定表現を作る否定呼応を中心に述べる。
一般に否定呼応を用いる言語で、緩叙法は用いられないか、あっても用例は少ない。逆に緩叙法を用いる言語では否定呼応は用いられないか、非文法的とされる。これは緩叙法を用いる言語はひとつの否定表現をひとつの否定語と対応させるため、否定語を重ねることは否定を否定（－×－は＋という論理）して肯定を意味することになるためであり、逆に否定呼応を用いる言語では、否定語を複数用いることは否定の否定（－×－）ではなく、否定の強調または否定の成立条件（－＋－）であるとされるからである。両者をひとつの言語の中で認めると、論理的な混乱を招くことになる。

## 英語
このような用法は、特に英語で問題になる。たとえば、Nobody don't like me. (誰も僕を好いてくれない)や I don't know nothing. (僕は何も知らない) などがこれにあたる。
このような言い方は2つの否定を意味する語句が対応しあって1つの否定表現を形作るもので、英語は本来はこのように否定文では否定形の語を一貫して使う否定呼応を用いる言語であった。すなわち、否定呼応を用いる言語では、二重に否定語を用いても単純にひとつの否定表現を作るだけであり、論理学的に見た場合は単なる否定である。しかし、否定呼応を用いない言語では、二重に否定語を用いることは論理学的に見るところの「否定」の否定であり、肯定である。
しかし18世紀にきわめて人工的・作為的性質の強い規範文法が整備された際、否定呼応という言語現象に無理解な学者たちは、論理学規範を言語という特殊条件を考慮せずに適応し、「否定語を2回使うということは否定の否定を意味し、論理的に肯定である」と主張し、英語の否定呼応を抹殺した。とりわけ聖職者ロバート・ラウスが 1762 年に出版した文法書 A Short Introduction to English Grammar with Critical Notes は否定呼応を否定の否定であるとみなし（今日の言語学的観点からすれば『誤解』し）、この表現を非文法的な言い方の最たるものとしている。これにより英語は否定呼応を用いる言語から緩叙法を用いる言語へと半ば強制的に変換させられた。
現在各国の標準英語でも上記の見解が踏襲されており、否定語を二回使用することは肯定であるとされている。ただし、正確にどのような「肯定」の意味になるのかは不明である。I don't know nothing. の場合、「知らないものはなにもない＝I know everything. 」の意味であるとも言うし、「何も知らないというわけではない＝I know something.」の意味であるとも言う。
このような文法の半ば強制的な導入により、上述した、ひとつの言語体系の中で緩叙法と否定呼応が存在する場合の混乱に近いものが現代の英語に持ち込まれることになった。緩叙法をルールとした場合否定呼応は非論理的であり、逆に否定呼応をルールとした場合緩叙法という思考そのものが成り立たないが、否定呼応の廃止は民衆レベルには浸透せず、結果として緩叙法をルールとする「標準英語」と、黒人英語のように否定呼応をルールとし、3つや4つの否定語を対応させることさえある多くの民衆英語（例、「I couldn't get none nowhere.」で、私はどこで誰にも会わなかったとなる）の間での言語規範の不一致による混乱が起こった。学校で標準英語を学んでいる児童が、家庭での民衆英語の規範との混同から二重否定を否定呼応として用いてしまうことなどがその一例である。
ただし複数の否定語を呼応させることで単純否定を意味する否定呼応の表現を理解したうえで、この現象を非能率的であるとみなし、上記の文法家達による標準英語での否定呼応の廃止ルールを擁護するものもいる。彼らによれば、否定呼応を用いて単純否定を表す言語と否定呼応なしで否定語一つで単純否定を表す言語では、同じ意味を表すのに否定語の使用回数が少なく、肯定文からの文の変換が容易な後者のほうが単純で能率がよいのであり、標準英語が否定呼応を廃止したことは簡潔でわかりやすい発話・文章を達成するために有益だったとしている。

## エスペラント語
国際補助語となることを意図して設計された計画言語であるエスペラントでは二重否定に関する条項が定められている。二重否定の文は常に否定文となる。
「もし文の中に他の否定語があれば、否定語の ne は脱落する。」（エスペラントの基礎、文法第12条）

## 否定呼応を用いる言語
一方、他の言語においては正式な表現として否定呼応を用いるものもある。

### ハンガリー語
ハンガリー語では基本的に、動詞の否定と否定語は組で用いる。
例としては次のようになる（イタリック体は否定語を示す。）
- "Senki sem szeret engem."（誰も僕を好いてくれない）
- "Nem tudok semmit"（僕は何も知らない）

動詞の否定に呼応する否定語が用いられない場合もあるが、その場合は意味が変化し、完全な否定とはならない。上記の例と比較参照のこと。
- "Valaki nem szeret engem."（誰かが僕を好いてくれない）
- "Nem tudok valamit"（僕は特定の何かを知らない）

## 日本語
現代標準日本語では一部の表現に否定呼応、もしくはそう捉えられることのあるものが見られる。例として「何も」「あまり」「全く」「ほとんど」「全然」などが文末の否定語と呼応して用いられる表現があげられる。しかし単独で否定を意味する単語はごく少なく（助動詞「ない」「まい」、形容詞「ない」、補助動詞「かねる」）、名詞を否定する表現（「ない袖は振れぬ」など）も滅多に用いられない。そのため上掲のように異なる否定語が組となってひとつの否定表現を形作る、否定呼応は極めて少ない。
また、現代の標準日本語では上述した「全く」「ほとんど」「全然」などは文末の否定語との対応関係を失い、肯定文でも用いられるようになっており、否定呼応は更に廃れていく傾向にある。
そのため現代標準日本語では、二重否定は単純に否定の否定（－×－は＋）として見られている。「～しないわけにはいかない」「それを悲しまないものはなかった」のように、肯定を強調する二重否定（緩叙法）は盛んに用いられており、否定呼応をみとめる言語と好対照を成している。
また、「満更でもない（全く嫌というわけではない）」のように、慣用句として扱われる表現もある。この場合は肯定を強調しているのではなく、否定の緩和、つまり部分的な肯定を表すが、厳密には緩叙法に含めないこともある。